# Masters de Roma 2008
El Masters de Roma de 2008 fue el segundo campeonato de tenis de Masters Series de la temporada sobre tierra batida en el ATP Tour, mientras que fue el segundo ATP Masters Series de toda la temporada del WTA Tour. Ambos eventos se realizaron en el Foro Itálico en Roma, Italia: la competición masculina se efectuó desde el 3 hasta el 11 de mayo, y la femenina, desde el 10 hasta el 18 de mayo de 2008. 
En el cuadro masculino estuvieron el finalista de Montecarlo TMS Roger Federer, el anterior campeón y ganador de Montecarlo TMS y Conde de Godó Rafael Nadal y el ganador del Abierto de Australia Novak Djokovic. Otros cabezas de serie fueron el ganador de Miami TMS Nikolay Davydenko, el ganador del Torneo de Valencia David Ferrer, Andy Roddick, David Nalbandian y James Blake. Dos antiguos top10 como Marat Safin y Mario Ančić recibieron una Wild Card para poder participar.
En el cuadro femenino estaban la número 2 del mundo y campeona de Indian Wells TMS Ana Ivanović, la ganadora del Abierto de Australia María Sharápova y la finalista en Indian Wells TMS Svetlana Kuznetsova. Otros nombres conocidos en el cuadro fueron la anterior campeona Jelena Janković, la ganadora de Miami TMS Venus Williams y Marion Bartoli.

## Campeones

### Individuales Masculino
Novak Đoković vence a  Stanislas Wawrinka, 4–6, 6–3, 6–3
- Para Novak Djokovic fue el tercer título de la temporada, y el décimo de su carrera. Fue el segundo ATP Masters Series que ganó ese año y el cuarto de su carrera, y el único en tierra batida.

### Individuales Femenino
Jelena Janković vence a  Alizé Cornet, 6–2, 6–2
- Para Jelena Jankovic fue el primera título del año y el sexto de su carrera. Lleva ganando el Masters de Roma dos años consecutivos.

### Dobles Masculino
Bob Bryan /  Mike Bryan vencen a  Daniel Nestor /  Nenad Zimonjić, 3–6, 6–4, 10–8
- Para Bob Bryan fue el 49.º título de su carrera, y para Mike Bryan el 47º. Fue su tercer título juntos este año.

### Dobles Femenino
Yung-jan Chan / Chia-jung Chuang vencen a  Iveta Benešová /  Janette Husárová, 7–6(5), 6–3
- Para Chan Yung-jan fue su quinto título en su carrera, y para Chuang Chia-jung el séptimo.

| Predecesor: 2007                       | Masters de Roma 2008    | Sucesor: 2009                     |
| Predecesor: Masters de Montecarlo 2008 | ATP Masters Series 2008 | Sucesor: Masters de Hamburgo 2008 |
| Predecesor: Berlín 2008                | WTA Tier I 2008         | Sucesor: Montreal 2008            |